# البرت (کلرادو)
البرت (به انگلیسی: Elbert) یک منطقهٔ مسکونی در ایالات متحده آمریکا است که در شهرستان البرت، کلرادو واقع شده‌است. البرت ۱٫۲ کیلومتر مربع مساحت و ۲۳۰ نفر جمعیت دارد و ۲٬۰۴۶٫۷۶ متر بالاتر از سطح دریا واقع شده‌است.